# Vinko Škrobo

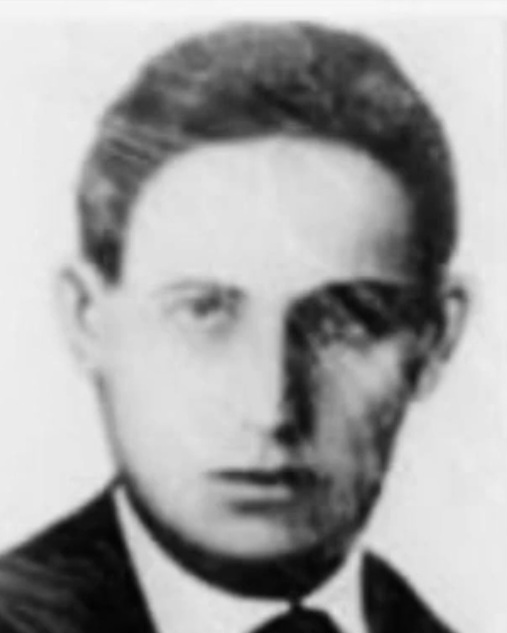
Vinko Škrobo (vor 1941)

Vinko Škrobo (* 26. Dezember 1924 in Dužice, zu Široki Brijeg; † 1948 am Fluss Ugrovača im Gebiet des Berges Visoka Glavica, zu Široki Brijeg) war ein Ustascha-Soldat und Kommandant (zapovjednik) einer kleinen Guerillatruppe, die auch nach dem Ende des Zweiten Weltkrieges dem kommunistischen Regime Jugoslawiens in der Region um Široki Brijeg bewaffneten Widerstand leistete. Er ist einer der bekanntesten kroatischen antikommunistischen Freischärler (sogenannter škripar) in der Herzegowina, neben Božo Mandić (1921–1947) und Benko Penavić (1926–1947).

## Leben
Škrobo wurde am 26. Dezember 1924 als Sohn von Martin (1900–1956) und Anica Škrobo (1901–1992, geborene Čerkez) im Dorf Dužice bei Široki Brijeg in der Herzegowina geboren. Weitere Kindes des Paares waren Nikola (1927–1946), Žarko (1929–1930), Rajko (* 1935) und Grgo (1938–2003).
Nach der Errichtung des faschistischen Unabhängigen Staates Kroatien, dem kroatischen Vasallenstaat der Achsenmächte im Zweiten Weltkrieg, schloss sich Škrobo 1943 der Ustascha-Miliz an.
Anfang Mai 1945 versuchten die geschlagenen Verbände des Unabhängigen Staates Kroatien, dass von alliierten Truppen besetzte Österreich zu erreichen. Im österreichischen Bleiburg kapitulierte die Führung der kroatischen Verbände vor britischen Truppen bedingungslos und musste die Auslieferung der kroatischen Truppen an die jugoslawische Volksarmee hinnehmen. Škrobo gelang es, sich am 15. Mai 1945 zusammen mit einigen Kameraden auf den Weg in seine Heimatregion abzusetzen und dadurch dem sogenannten Massaker von Bleiburg zu entgehen.
Nach Ende des Krieges, der Eroberung seiner Heimatregion durch Tito-Partisanen und der Errichtung eines kommunistischen Jugoslawien, setzte Škrobo den bewaffneten Kampf in der West-Herzegowina mit Gleichgesinnten als Guerillakrieg fort.
Diese Freischärler waren in der Regel ehemalige Angehörige der Kroatischen Streitkräfte im Zweiten Weltkrieg. Sie wurden in der Herzegowina als škripari bezeichnet, weil sie sich in Karsthöhlen (regional: škripine, Sg. škrape) versteckten, sind aber auch unter dem allgemeineren Begriff križari (Kreuzfahrer) bekannt.
Škrobo und seine Männer griffen im Juni 1945 die in Crnač (zu Široki Brijeg) eingerichtete kommunistische „Kommunale Volksverteidigung“ (Mjesni narodni odbor) an. Bei der Schießerei wurde ein Tito-Partisan getötet und drei weitere verletzt. Obwohl Škrobo die jugoslawischen Behörden wissen ließ, dass keine Einwohner an dem Angriff beteiligt gewesen seien, verhaftete der jugoslawische Militär-Geheimdienst OZNA 16 Einwohner und den Pfarrer des Ortes. Dieser und fünf weitere Einwohner wurden später vor Gericht verurteilt.
Im Jahr 1947 äußerte die örtliche Parteizelle der Kommunistischen Partei Jugoslawiens von Klobuk (zu Ljubuški) die Bedenken, dass die Vinko Škrobo-Gruppe bei einem Eindringen auf ihr Gebiet Unterstützung in der örtlichen Bevölkerung finden könnte.
Im gleichen Jahr wurde Škrobo schwer verwundet. Anica Ćavar (genannt Djevojka) wurde am 27. Dezember 1947 vom jugoslawischen Geheimdienst UDBA getötet, weil sie dem verletzten Škrobo geholfen hatte, zu entkommen.
Škrobo wurde 1948 in der Nähe des Flusses Ugrovača, einem Nebenfluss der Lištica, im Gebiet des Berges Visoka Glavica getötet. Er war durch Verrat in einen Hinterhalt geraten und starb bei einer Schießerei mit jugoslawischer Miliz und Geheimdienst. Seine Leiche wurde von der UDBA an der Brücke über die Lištica öffentlich zur Schau gestellt. Der Verbleib seiner sterblichen Überreste ist nicht bekannt. Die letzte Guerilla-Gruppe auf dem Gebiet von Široki Brijeg wurde 1951 zerschlagen.
Škrobos Familie war nach seinem Tod Repressalien durch das jugoslawische Regime ausgesetzt, woraufhin die Familie nach Tovarnik übersiedelte.

## Nachleben
Vor allem in seiner Heimatregion wird Škrobo von Teilen der Bevölkerung glorifiziert und gilt diesen als Freiheitskämpfer.

### Im Fußball
Am 9. September 2020 besuchten Mitglieder der Škripari, des Fanclubs bzw. der Ultras des NK Široki Brijeg, anlässlich ihres 24. Gründungsjubiläums Škrobos Bruder Rajko in Tovarnik. Am dortigen Familiengrab, dessen Grabstein eine Gedenkinschrift für Vinko Škrobo enthält, hinterließen sie Grabschmuck.

### Im Militär
Im Bosnienkrieg (1992–1995) wurde eine Militäreinheit des Kroatischen Verteidigungsrates (HVO) nach ihm benannt, nämlich das ATG „Vinko Škrobo“ des Kažnjenička bojna aus Mostar.

### In der Musik
In seinem Heimatort Dužice und Umgebung ist die Ganga-Zeile Tko no piva niz Smokinje ravne [Alternativ z.B.: Tko to gazi niz Dužice ravne], Vinko Škrobo, Bog mu dao zdravlje (Wer singt dort in der Ebene von Smokinje [Ortsteil von Dužice], Vinko Škrobo, Gott schenke ihm Gesundheit) bekannt.
Der Guslar Vlado Kutle widmete Škrobo einige Zeilen in dem Gusle-Lied „Pogibja Benke Penavića i ostalih vitezova“ (Der Untergang des Benko Penavič und anderer Ritter). Der Guslar Mario Knezović (Text: Ivan  Soldo – Duksić) widmete ihm das Gusle-Lied „Vitez Vinko Škrobo“ (Ritter Vinko Škrobo).